# Koks
Koks je trden ostanek žganja bituminoznih premogov z majhno vsebnostjo pepela in žvepla. Postopek koksanja je v bistvu odprava vode, plina in katrana, s segrevanjem premoga nad 1.000 °C, brez prisotnosti kisika. Ogljik in pepel se sprimeta, ogljik pa se pretvori v grafit.
Koks ima gostoto med 1,85 - 1,9 g/cm3. Je zelo porozen in njegov volumen je za 40 % večji od volumna ekvivaletne teže premoga.
Žveljanje (švelanje, žvelanje,...) je proces koksanja pri nizki temperaturi.